# Eleni Varikas
Eleni Varíkas (grec moderne : Ελένη Βαρίκα), est une professeure émérite franco-grecque de philosophie politique et d'études de genre. Elle est chercheuse à l'université Paris 8 Vincennes – Saint-Denis, au sein de l'unité mixte de recherche (CNRS) Genre, Travail, Mobilités.

## Biographie

### Famille, jeunesse et formation
Née le 16 mars 1949 à Athènes, Eleni Varikas est la fille de Vássos Varíkas (el), journaliste et critique littéraire.
Étudiante en histoire à l’université d’Athènes, Varikas s’est rendue à Paris pendant les événements de Mai 68, et ce bref séjour a marqué son esprit de façon décisive. Revenue en Grèce, elle milite contre la dictature des colonels. En 1971 elle retourne à Paris avec une bourse d’études pour faire, sous la direction de l’historien Georges Haupt, de l’École Pratique en Sciences Sociales (VIème Section), une maîtrise sur les origines du mouvement communiste en Grèce. En 1974, elle revient de nouveau à Athènes, et participe à la création du mouvement féministe en Grèce.
En 1975, Eleni Varikas est jugée à Athènes pour avoir traduit et adapté en grec Le Petit Livre rouge des écoliers et lycéens, un ouvrage libertaire interdit. Condamnée à la prison en première instance, elle est acquittée en appel par le juge Khrístos Sartzetákis .
En 1981, Varikas revient à Paris, avec une bourse d’études, pour faire, sous la direction de Michelle Perrot, une thèse de doctorat sur les origines du féminisme grec moderne. En 1982 elle épouse le sociologue Michael Löwy et décide de s’établir à Paris. Sa thèse, La Révolte des Dames (1986), sera reçue par le jury avec la plus haute mention, et sera publiée en Grèce aux éditions Archives Historiques en 1987.  

### Carrière universitaire
Pendant les années 1988-1991, Eleni Varikas enseigne comme chargée de conférences à l’École des hautes études en sciences sociales et à l’université de Paris 7 ; En 1991 elle sera reçue, par concours, maîtresse de conférences au département de sciences politiques de l'université de Paris-VIII, où elle sera, de 2006 à 2012, professeure de théorie politique et études de genre. Elle est actuellement professeure émérite de philosophie politique à l'université Paris-VIII.
Elle mène parallèlement son travail de recherche et devient directrice adjointe puis directrice de l'équipe GTM (Genre, Travail et Mobilités) au sein de l'UMR CRESPPA (Centre de Recherches Sociologiques et Politiques de Paris, CNRS/Paris-VIII).
Elle est invitée comme chercheur, professeure invitée et conférencière, par plusieurs universités dans le monde : université de Lausanne, université libre de Bruxelles (chaire Suzanne Tessier), Institut universitaire européen de Florence, université Harvard, université Columbia, The New School, Université d’Athènes, université de São Paulo, université d'État de Campinas.
Membre des comités de rédaction de plusieurs revues, dont Pouvoirs (Seuil), Raisons politiques (Presses de Sciences Po) et Les Cahiers du genre (L'Harmattan), Eleni Varikas est l’autrice de Penser le sexe et le genre, paru en 2006 aux Presses universitaires de France. Elle est également coauteur, avec Françoise Collin et Évelyne Pisier, de Les Femmes de Platon à Derrida : Anthologie Critique (Paris, Plon, 2000) et Gender and History. Retrospect and Prospect (Blackwell Publishers, 2000).

## Pensée
Eleni Varikas a été une pionnière dans l'utilisation du concept de genre dans la recherche et l’enseignement français.
Traduits dans plusieurs langues, ses travaux traitent de l'histoire du féminisme, des problématiques de l'exclusion dans la modernité, des systèmes de légitimation et des hiérarchies sociales, et de la figure du paria. 
Ses écrits proposent une lecture novatrice et dissidente de l’histoire de la pensée politique, d’un point de vue féministe. Son interprétation à contre-pied des classiques de la philosophie politique, de Hobbes et  Locke à  Tocqueville, remet en cause les discours de naturalisation de la domination de ces philosophes. Sa réflexion vise également à sortir de l’oubli des figures de femmes “parias rebelles”, telles qu'Olympe de Gouges, Mary Wollstonecraft ou Flora Tristan.

## Ouvrages
- Penser le sexe et le genre[9].
- Les rebuts du monde, Figures du paria, Stock, 2007
- Les Femmes de Platon à Derrida : Anthologie Critique, Dalloz, 2011
- Sous les sciences sociales, le genre[10]
- Genre et postcolonialismes ; dialogues transcontinentaux, Archives Contemporaines, 2011
- Gender and History. Retrospect and Prospect
- Pour une théorie féministe du politique, Editions IXe, 2017